# Road Race Showcase 2020
Navigation
Édition précédente Édition suivante
La 53e édition du Road Race Showcase 2020 (officiellement appelé le 2020 Road Race Showcase at Road America) a été une course de voitures de sport organisée sur le circuit de Road America au Wisconsin, aux États-Unis, qui s'est déroulée du 31 juillet 2020 au 2 août 2020. Il s'agissait de la quatrième manche du championnat United SportsCar Championship 2020 et toutes les catégories de voitures du championnat ont participé à la course.

## Course

### Classement de la course
Voici le classement provisoire au terme de la course.
- Les vainqueurs de chaque catégorie sont signalés par un fond jauni.
- Pour la colonne Pneus, il faut passer le curseur au-dessus du modèle pour connaître le manufacturier de pneumatiques.

| Pos | Classe | no  | Écurie                                                   | Pilotes                                         | Châssis                         |   | Tours | Temps               |
| Pos | Classe | no  | Écurie                                                   | Pilotes                                         | Moteur                          |   | Tours | Temps               |
| --- | ------ | --- | -------------------------------------------------------- | ----------------------------------------------- | ------------------------------- | - | ----- | ------------------- |
| 1   | DPi    | 7   | Acura Team Penske                                        | Hélio Castroneves Ricky Taylor                  | Acura ARX-05                    | M | 63    | 2 h 43 min 13 s 909 |
| 1   | DPi    | 7   | Acura Team Penske                                        | Hélio Castroneves Ricky Taylor                  | Acura AR35TT 3,5 l V6 Turbo     | M | 63    | 2 h 43 min 13 s 909 |
| 2   | DPi    | 10  | Konica Minolta Cadillac DPi-V.R                          | Renger van der Zande Ryan Briscoe               | Cadillac DPi-V.R                | M | 63    | + 0 s 383           |
| 2   | DPi    | 10  | Konica Minolta Cadillac DPi-V.R                          | Renger van der Zande Ryan Briscoe               | Cadillac 5,5 l V8 Atmo          | M | 63    | + 0 s 383           |
| 3   | DPi    | 31  | Whelen Engineering Racing                                | Felipe Nasr Pipo Derani Filipe Albuquerque      | Cadillac DPi-V.R                | M | 63    | + 4 s 131           |
| 3   | DPi    | 31  | Whelen Engineering Racing                                | Felipe Nasr Pipo Derani Filipe Albuquerque      | Cadillac 5,5 l V8 Atmo          | M | 63    | + 4 s 131           |
| 4   | DPi    | 5   | Mustang Sampling Racing avec JDC Miller Motorsports      | João Barbosa Sébastien Bourdais                 | Cadillac DPi-V.R                | M | 63    | + 36 s 994          |
| 4   | DPi    | 5   | Mustang Sampling Racing avec JDC Miller Motorsports      | João Barbosa Sébastien Bourdais                 | Cadillac 5,5 l V8 Atmo          | M | 63    | + 36 s 994          |
| 5   | DPi    | 55  | Mazda Motorsports                                        | Jonathan Bomarito Harry Tincknell               | Mazda RT24-P                    | M | 63    | + 40 s 192          |
| 5   | DPi    | 55  | Mazda Motorsports                                        | Jonathan Bomarito Harry Tincknell               | Mazda MZ-2.0T 2,0 l I4 Turbo    | M | 63    | + 40 s 192          |
| 6   | DPi    | 77  | Mazda Motorsports                                        | Oliver Jarvis Tristan Nunez Olivier Pla         | Mazda RT24-P                    | M | 63    | + 4 min 04 s 486    |
| 6   | DPi    | 77  | Mazda Motorsports                                        | Oliver Jarvis Tristan Nunez Olivier Pla         | Mazda MZ-2.0T 2,0 l I4 Turbo    | M | 63    | + 4 min 04 s 486    |
| 7   | DPi    | 85  | JDC Miller Motorsports                                   | Chris Miller Tristan Vautier                    | Cadillac DPi-V.R                | M | 62    | + 1 tour            |
| 7   | DPi    | 85  | JDC Miller Motorsports                                   | Chris Miller Tristan Vautier                    | Cadillac 5,5 l V8 Atmo          | M | 62    | + 1 tour            |
| 8   | LMP2   | 81  | DragonSpeed USA                                          | Henrik Hedman Ben Hanley                        | Oreca 07                        | M | 61    | + 2 tours           |
| 8   | LMP2   | 81  | DragonSpeed USA                                          | Henrik Hedman Ben Hanley                        | Gibson GK428 4,2 l V8 Atmo      | M | 61    | + 2 tours           |
| 9   | DPi    | 6   | Acura Team Penske                                        | Dane Cameron Juan Pablo Montoya                 | Acura ARX-05                    | M | 61    | + 2 tours           |
| 9   | DPi    | 6   | Acura Team Penske                                        | Dane Cameron Juan Pablo Montoya                 | Acura AR35TT 3,5 l V6 Turbo     | M | 61    | + 2 tours           |
| 10  | GTLM   | 3   | Corvette Racing                                          | Antonio García Jordan Taylor                    | Chevrolet Corvette C8.R         | M | 60    | + 3 tours           |
| 10  | GTLM   | 3   | Corvette Racing                                          | Antonio García Jordan Taylor                    | Chevrolet LT 5,5 l V8 Atmo      | M | 60    | + 3 tours           |
| 11  | GTLM   | 4   | Corvette Racing                                          | Oliver Gavin Tommy Milner                       | Chevrolet Corvette C8.R         | M | 60    | + 3 tours           |
| 11  | GTLM   | 4   | Corvette Racing                                          | Oliver Gavin Tommy Milner                       | Chevrolet LT 5,5 l V8 Atmo      | M | 60    | + 3 tours           |
| 12  | LMP2   | 38  | Performance Tech Motorsports                             | James French Cameron Cassels                    | Oreca 07                        | M | 60    | + 3 tours           |
| 12  | LMP2   | 38  | Performance Tech Motorsports                             | James French Cameron Cassels                    | Gibson GK428 4,2 l V8 Atmo      | M | 60    | + 3 tours           |
| 13  | LMP2   | 18  | Era Motorsport                                           | Dwight Merriman Kyle Tilley                     | Oreca 07                        | M | 60    | + 3 tours           |
| 13  | LMP2   | 18  | Era Motorsport                                           | Dwight Merriman Kyle Tilley                     | Gibson GK428 4,2 l V8 Atmo      | M | 60    | + 3 tours           |
| 14  | GTLM   | 24  | BMW Team RLL                                             | Jesse Krohn John Edwards                        | BMW M8 GTE                      | M | 60    | + 3 tours           |
| 14  | GTLM   | 24  | BMW Team RLL                                             | Jesse Krohn John Edwards                        | BMW S63 4,0 l V8 Bi-Turbo       | M | 60    | + 3 tours           |
| 15  | GTLM   | 911 | Porsche GT Team                                          | Nick Tandy Frédéric Makowiecki                  | Porsche 911 RSR-19              | M | 58    | Abandon             |
| 15  | GTLM   | 911 | Porsche GT Team                                          | Nick Tandy Frédéric Makowiecki                  | Porsche 4,2 L Flat-6 Atmo       | M | 58    | Abandon             |
| 16  | GTLM   | 912 | Porsche GT Team                                          | Earl Bamber Laurens Vanthoor                    | Porsche 911 RSR-19              | M | 58    | + 5 tours           |
| 16  | GTLM   | 912 | Porsche GT Team                                          | Earl Bamber Laurens Vanthoor                    | Porsche 4,2 L Flat-6 Atmo       | M | 58    | + 5 tours           |
| 17  | GTD    | 12  | AIM Vasser-Sullivan                                      | Frankie Montecalvo Townsend Bell                | Lexus RC F GT3                  | M | 57    | + 6 tours           |
| 17  | GTD    | 12  | AIM Vasser-Sullivan                                      | Frankie Montecalvo Townsend Bell                | Lexus 5,0 l V8                  | M | 57    | + 6 tours           |
| 18  | GTD    | 86  | Meyer Shank Racing avec Curb Agajanian Performance Group | Mario Farnbacher Matt McMurry                   | Acura NSX GT3 Evo               | M | 57    | + 6 tours           |
| 18  | GTD    | 86  | Meyer Shank Racing avec Curb Agajanian Performance Group | Mario Farnbacher Matt McMurry                   | Acura 3,5 l V6 Turbo            | M | 57    | + 6 tours           |
| 19  | GTD    | 14  | AIM Vasser-Sullivan                                      | Aaron Telitz Jack Hawksworth Michael De Quesada | Lexus RC F GT3                  | M | 57    | + 6 tours           |
| 19  | GTD    | 14  | AIM Vasser-Sullivan                                      | Aaron Telitz Jack Hawksworth Michael De Quesada | Lexus 5,0 l V8                  | M | 57    | + 6 tours           |
| 20  | GTD    | 63  | Scuderia Corsa                                           | Cooper MacNeil Toni Vilander                    | Ferrari 488 GT3                 | M | 57    | + 6 tours           |
| 20  | GTD    | 63  | Scuderia Corsa                                           | Cooper MacNeil Toni Vilander                    | Ferrari F154CB 3,9 l V8 Turbo   | M | 57    | + 6 tours           |
| 21  | GTD    | 16  | Wright Motorsports                                       | Ryan Hardwick Patrick Long                      | Porsche 911 GT3R                | M | 57    | + 6 tours           |
| 21  | GTD    | 16  | Wright Motorsports                                       | Ryan Hardwick Patrick Long                      | Porsche 4,2 L Flat-6 Atmo       | M | 57    | + 6 tours           |
| 22  | GTD    | 74  | Riley Motorsports                                        | Gar Robinson Lawson Aschenbach                  | Mercedes-AMG GT3                | M | 57    | + 6 tours           |
| 22  | GTD    | 74  | Riley Motorsports                                        | Gar Robinson Lawson Aschenbach                  | Mercedes-AMG M159 6,2 l V8      | M | 57    | + 6 tours           |
| 23  | GTD    | 96  | Turner Motorsport                                        | Bill Auberlen Robby Foley                       | BMW M6 GT3                      | M | 57    | + 6 tours           |
| 23  | GTD    | 96  | Turner Motorsport                                        | Bill Auberlen Robby Foley                       | BMW P63 4,4 l V8 Turbo          | M | 57    | + 6 tours           |
| 24  | GTD    | 44  | GRT Magnus                                               | John Potter Andy Lally                          | Lamborghini Huracán GT3 Evo     | M | 57    | + 6 tours           |
| 24  | GTD    | 44  | GRT Magnus                                               | John Potter Andy Lally                          | Lamborghini 5,2 l V10 Atmo      | M | 57    | + 6 tours           |
| 25  | GTD    | 76  | Compass Racing                                           | Corey Fergus Paul Holton                        | McLaren 720S GT3                | M | 57    | + 6 tours           |
| 25  | GTD    | 76  | Compass Racing                                           | Corey Fergus Paul Holton                        | McLaren M840T 4,0 l V8 Bi-Turbo | M | 57    | + 6 tours           |
| 26  | GTD    | 30  | Team Hardpoint                                           | Rob Ferriol Spencer Pumpelly                    | Audi R8 LMS GT3                 | M | 57    | + 6 tours           |
| 26  | GTD    | 30  | Team Hardpoint                                           | Rob Ferriol Spencer Pumpelly                    | Audi 5.2 L V10 Atmo             | M | 57    | + 6 tours           |
| 27  | GTLM   | 25  | BMW Team RLL                                             | Bruno Spengler Connor De Phillippi              | BMW M8 GTE                      | M | 55    | Abandon             |
| 27  | GTLM   | 25  | BMW Team RLL                                             | Bruno Spengler Connor De Phillippi              | BMW S63 4,0 l V8 Bi-Turbo       | M | 55    | Abandon             |
| 28  | GTD    | 22  | Gradient Racing                                          | Till Bechtolsheimer Marc Miller (en)            | Acura NSX GT3 Evo               | M | 55    | + 8 tours           |
| 28  | GTD    | 22  | Gradient Racing                                          | Till Bechtolsheimer Marc Miller (en)            | Acura 3,5 l V6 Turbo            | M | 55    | + 8 tours           |
| 29  | LMP2   | 52  | PR1/Mathiasen Motorsports                                | Patrick Kelly Simon Trummer                     | Oreca 07                        | M | 54    | Abandon             |
| 29  | LMP2   | 52  | PR1/Mathiasen Motorsports                                | Patrick Kelly Simon Trummer                     | Gibson GK428 4,2 l V8 Atmo      | M | 54    | Abandon             |
| 30  | GTD    | 57  | Heinricher Racing avec Curb Agajanian Performance Group  | Alvaro Parente Misha Goikhberg                  | Acura NSX GT3 Evo               | M | 48    | Abandon             |
| 30  | GTD    | 57  | Heinricher Racing avec Curb Agajanian Performance Group  | Alvaro Parente Misha Goikhberg                  | Acura 3,5 l V6 Turbo            | M | 48    | Abandon             |
| 31  | GTD    | 23  | The Heart of Racing                                      | Ian James Roman De Angelis                      | Aston Martin Vantage AMR GT3    | M |       | Non partant         |
| 31  | GTD    | 23  | The Heart of Racing                                      | Ian James Roman De Angelis                      | Aston Martin 4.0 L V8 Bi-Turbo  | M |       | Non partant         |

## Pole position et record du tour
- Pole position :  Ricky Taylor (#7 Acura Team Penske) en 1 min 49 s 061
- Meilleur tour en course :  Dane Cameron (#6 Acura Team Penske) en 1 min 51 s 034

## Tours en tête
- no 7 Acura ARX-05 - Acura Team Penske : 48 tours (1-16 / 19-33 / 37-19 / 60-63)[2]
- no 10 Cadillac DPi-V.R - Konica Minolta Cadillac DPi-V.R : 8 tours (17-18 / 35-36 / 52-54 / 59)
- no 77 Mazda RT24-P - Mazda Motorsports : 5 tours (34 / 55-58)
- no 55 Mazda RT24-P - Mazda Motorsports : 2 tours (50-51)

## À noter
- Longueur du circuit : 4,048 miles
- Distance parcourue par les vainqueurs : 255,024 miles